# TCR Europe Touring Car Series 2022
La stagione 2022 delle TCR Europe Touring Car Series è la quinta edizione del campionato nato dalla fusione tra coppa europea turismo e TCR Trophy Europe. È iniziata il 30 aprile al Portimão e terminerà il 15 ottobre in Catalogna.

## Scuderie e piloti
| Scuderia                     | Vettura                    | #   | Pilota            | Gare     |
| ---------------------------- | -------------------------- | --- | ----------------- | -------- |
| Élite Motorsport by Comtoyou | Audi RS3 LMS TCR II        | 2   | Luís Cidade       | 1        |
| Élite Motorsport by Comtoyou | Audi RS3 LMS TCR II        | 18  | Miklas Born       | 1        |
| Élite Motorsport by Comtoyou | Audi RS3 LMS TCR II        | 111 | Marco Butti       | 3-7      |
| Comtoyou Team Audi Sport     | Audi RS3 LMS TCR II        | 22  | Frédéric Vervisch | 7        |
| Comtoyou Racing              | Audi RS3 LMS TCR II        | 33  | Tom Coronel       | 1-3, 5-7 |
| Comtoyou Racing              | Audi RS3 LMS TCR II        | 39  | Stian Paulsen     | 4        |
| Comtoyou Racing              | Audi RS3 LMS TCR II        | 72  | Franco Girolami   | 1-7      |
| Comtoyou Racing              | Audi RS3 LMS TCR II        | 110 | Viktor Davidovsky | 1-7      |
| Lema Racing                  | CUPRA Leon Competición TCR | 3   | Giacomo Ghermandi | 1-7      |
| Hyundai Janík Motorsport     | Hyundai Elantra N TCR      | 4   | Samuel Sládečka   | 7        |
| Hyundai Janík Motorsport     | Hyundai Elantra N TCR      | 24  | Jáchym Galáš      | 1-7      |
| Hyundai Janík Motorsport     | Hyundai Elantra N TCR      | 70  | Mat’o Homola      | 1-5      |
| Hyundai Janík Motorsport     | Hyundai Elantra N TCR      | 73  | Václav Janík      | 6        |
| Halder Motorsport            | Honda Civic Type R TCR     | 7   | Mike Halder       | 1-4, 6-7 |
| Halder Motorsport            | Honda Civic Type R TCR     | 53  | Michelle Halder   | 1-7      |
| Halder Motorsport            | Honda Civic Type R TCR     | 62  | Jack Young        | 1-7      |
| Target Competition           | Hyundai Elantra N TCR      | 8   | Nicola Baldan     | 1-7      |
| Target Competition           | Hyundai Elantra N TCR      | 44  | Felice Jelmini    | 1-7      |
| Target Competition           | Hyundai Elantra N TCR      | 99  | Josh Files        | 1-7      |
| BF Motorsport                | Audi RS3 LMS TCR II        | 9   | Matteo Poloni     | 6        |
| Teo Martín Motorsport        | Hyundai Elantra N TCR      | 10  | Alejandro Geppert | 7        |
| MM Motorsport                | Honda Civic Type R TCR     | 11  | Paolo Rocca       | 6        |
| RC2 Junior Team              | Audi RS3 LMS TCR II        | 12  | Rubén Fernández   | 3-4, 6-7 |
| RC2 Junior Team              | CUPRA Leon Competición TCR | 19  | Felipe Fernández  | 3, 6-7   |
| RC2 Junior Team              | CUPRA Leon Competición TCR | 37  | Sergio López      | 3-4, 6-7 |
| Volcano Motorsport           | CUPRA Leon Competición TCR | 14  | Klim Gavrilov     | 1-7      |
| Volcano Motorsport           | CUPRA Leon Competición TCR | 16  | Evgenij Leonov    | 1-7      |
| Volcano Motorsport           | CUPRA Leon Competición TCR | 26  | Isidro Callejas   | 1-7      |
| Volcano Motorsport           | CUPRA Leon Competición TCR | 124 | Gustavo Moura     | 1        |
| Jutaracing                   | Hyundai i30 N TCR          | 15  | Jonas Karklys     | 5        |
| Brutal Fish Racing Team      | Honda Civic Type R TCR     | 17  | Martin Ryba       | 1-3      |
| Brutal Fish Racing Team      | Honda Civic Type R TCR     | 74  | Pepe Oriola       | 1-3      |
| Sébastien Loeb Racing        | CUPRA Leon Competición TCR | 27  | John Filippi      | 1-7      |
| RaceSing                     | Hyundai i30 N TCR          | 34  | Patrick Sing      | 4-5      |
| Burton Racing                | Peugeot 308 TCR            | 46  | Caren Burton      | 3        |
| Aggressive Team Italia       | Hyundai Elantra N TCR      | 64  | Levente Losonczy  | 6        |
| Aggressive Team Italia       | Hyundai Elantra N TCR      | 74  | Pepe Oriola       | 4-7      |
| Team Clairet Sport           | CUPRA TCR                  | 66  | Gilles Colombani  | 2        |
| Team Clairet Sport           | CUPRA Leon Competición TCR | 81  | Stéphane Ventaja  | 2        |
| CRM Motorsport               | Hyundai i30 N TCR          | 144 | Michele Imberti   | 6        |

## Calendario
| Gara | Gara | Circuito                           | Data         | Supporto                                                       |
| ---- | ---- | ---------------------------------- | ------------ | -------------------------------------------------------------- |
| 1    | G1   | Autódromo Internacional do Algarve | 29 aprile    | Deutsche Tourenwagen Masters F4 Spanish Championship           |
| 1    | G2   | Autódromo Internacional do Algarve | 30 aprile    | Deutsche Tourenwagen Masters F4 Spanish Championship           |
| 2    | G3   | Circuito Paul Ricard               | 20 maggio    | International GT Open Euroformula Open                         |
| 2    | G4   | Circuito Paul Ricard               | 21 maggio    | International GT Open Euroformula Open                         |
| 3    | G5   | Circuito di Spa-Francorchamps      | 18 giugno    | International GT Open Euroformula Open Italian F4 Championship |
| 3    | G6   | Circuito di Spa-Francorchamps      | 19 giugno    | International GT Open Euroformula Open Italian F4 Championship |
| 4    | G7   | Norisring                          | 30 luglio    | Deutsche Tourenwagen Masters                                   |
| 4    | G8   | Norisring                          | 31 luglio    | Deutsche Tourenwagen Masters                                   |
| 5    | G9   | Nürburgring                        | 4 settembre  | Deutsche Tourenwagen Masters                                   |
| 5    | G10  | Nürburgring                        | 5 settembre  | Deutsche Tourenwagen Masters                                   |
| 6    | G11  | Autodromo nazionale di Monza       | 25 settembre | International GT Open Euroformula Open                         |
| 6    | G12  | Autodromo nazionale di Monza       | 26 settembre | International GT Open Euroformula Open                         |
| 7    | G13  | Circuito di Catalogna              | 9 ottobre    | International GT Open Euroformula Open                         |
| 7    | G14  | Circuito di Catalogna              | 10 ottobre   | International GT Open Euroformula Open                         |

## Risultati e classifiche

### Gare
| Gara | Circuito          | Pole position   | Giro veloce       | Pilota vincitore  | Scuderia vincitrice   |
| ---- | ----------------- | --------------- | ----------------- | ----------------- | --------------------- |
| 1    | Portimão          | Mike Halder     | Isidro Callejas   | Jack Young        | Halder Motorsport     |
| 2    | Portimão          |                 | Franco Girolami   | Franco Girolami   | Comtoyou Racing       |
| 3    | Paul Ricard       | Tom Coronel     | Tom Coronel       | Tom Coronel       | Comtoyou Racing       |
| 4    | Paul Ricard       |                 | Viktor Davidovsky | Viktor Davidovsky | Comtoyou Racing       |
| 5    | Spa-Francorchamps | Franco Girolami | Franco Girolami   | Isidro Callejas   | Volcano Motorsport    |
| 6    | Spa-Francorchamps |                 | Isidro Callejas   | Jáchym Galáš      | Janík Motorsport      |
| 7    | Norisring         | Mike Halder     | Franco Girolami   | Mike Halder       | Halder Motorsport     |
| 8    | Norisring         |                 | Marco Butti       | Franco Girolami   | Comtoyou Racing       |
| 9    | Nürburgring       | Tom Coronel     | Tom Coronel       | Tom Coronel       | Comtoyou Racing       |
| 10   | Nürburgring       | Gara cancellata | Gara cancellata   | Gara cancellata   | Gara cancellata       |
| 11   | Monza             | John Filippi    | Jack Young        | John Filippi      | Sébastien Loeb Racing |
| 12   | Monza             |                 | Jack Young        | Franco Girolami   | Comtoyou Racing       |
| 13   | Catalogna         | Jack Young      | Jack Young        | Jack Young        | Profi-Car Team Halder |
| 14   | Catalogna         |                 | Franco Girolami   | Franco Girolami   | Comtoyou Racing       |

### Classifiche

#### Classifica piloti
| Pos. | Pilota            | POR | POR | LEC | LEC | SPA | SPA | NOR | NOR | NÜR | NÜR | MNZ | MNZ | CAT | CAT | Punti |
| ---- | ----------------- | --- | --- | --- | --- | --- | --- | --- | --- | --- | --- | --- | --- | --- | --- | ----- |
| 1    | Franco Girolami   | 5   | 1   | 2   | 4   | 2   | 4   | 3   | 1   | 3   | C   | 12  | 1   | 3   | 1   | 431   |
| 2    | Tom Coronel       | 8   | 3   | 1   | 5   | 5   | 3   |     |     | 1   | C   | 13  | 8   | 2   | 2   | 316   |
| 3    | Josh Files        | 6   | 5   | 8   | 17  | 3   | 5   | 2   | 3   | 6   | C   | 5   | 9   | 9   | 19  | 285   |
| 4    | Isidro Callejas   | 4   | 8   | 11  | 7   | 1   | 7   | 5   | 5   | 10  | C   | 8   | NC  | 5   | 6   | 275   |
| 5    | Klim Gavrilov     | 7   | 6   | 5   | 2   | 6   | 8   | 12  | 2   | Rit | C   | 9   | 2   | 12  | 16  | 256   |
| 6    | Jack Young        | 1   | 11  | 19  | 13  | 8   | 6   | 10  | 6   | Rit | C   | 11  | 7   | 1   | 5   | 246   |
| 7    | Nicola Baldan     | 3   | 15  | 9   | 10  | 4   | 12  | 13  | 11  | 2   | C   | 4   | 4   | 7   | 8   | 245   |
| 8    | Mike Halder       | 2   | 9   | 10  | Rit | 13  | 13  | 1   | 7   |     |     | 3   | 12  | 10  | 4   | 228   |
| 9    | Jáchym Galáš      | 11  | 7   | 12  | 9   | 9   | 1   | 11  | 8   | 7   | C   | 2   | 13  | 6   | 10  | 224   |
| 10   | John Filippi      | 10  | 4   | 4   | 6   | 12  | 15  | 7   | 10  | 9   | C   | 1   | 22  | 11  | Rit | 202   |
| 11   | Pepe Oriola       | 9   | 2   | 7   | 3   | Rit | 10  | Rit | 12  | 4   | C   | 7   | 10  | 8   | Rit | 185   |
| 12   | Viktor Davidovsky | 13  | 10  | 6   | 1   | 11  | Rit | 4   | 4   | 14  | C   | 16  | 14  | 15  | 9   | 169   |
| 13   | Felice Jelmini    | 15  | 16  | 3   | 8   | 7   | 9   | 9   | Rit | 5   | C   | 10  | 23  |     |     | 156   |
| 14   | Maťo Homola       | 12  | 18  | 18  | 18  | Rit | 2   | 6   | 9   | Rit | C   |     |     |     |     | 79    |
| 15   | Marco Butti       |     |     |     |     | 15  | 18  | Rit | 18  | 8   | C   | 6   | 11  | 13  | 7   | 78    |
| 16   | Frédéric Vervisch |     |     |     |     |     |     |     |     |     |     |     |     | 4   | 3   | 57    |
| 17   | Evgenij Leonov    | 17  | Rit | 17  | 12  | 10  | 11  | Rit | 16  | 13  | C   | 18  | 20  | 18  | 12  | 39    |
| 18   | Sergio López      |     |     |     |     | 17  | 17  | 15  | 19  |     |     | 22  | 3   | 17  | 13  | 37    |
| 19   | Felipe Fernández  |     |     |     |     | 14  | Rit |     |     |     |     | 14  | 6   | Rit | 18  | 27    |
| 20   | Michele Imberti   |     |     |     |     |     |     |     |     |     |     | 21  | 5   |     |     | 24    |
| 21   | Michelle Halder   | 14  | 14  | 16  | 15  | 16  | 14  | 16  | 13  | Rit | C   | Rit | 18  | 16  | Rit | 19    |
| 22   | Stian Paulsen     |     |     |     |     |     |     | 8   | 14  |     |     |     |     |     |     | 18    |
| 23   | Stéphane Ventaja  |     |     | 13  | 11  |     |     |     |     |     |     |     |     |     |     | 14    |
| 24   | Alejandro Geppert |     |     |     |     |     |     |     |     |     |     |     |     | 14  | 11  | 12    |
| 25   | Martin Ryba       | 19  | 12  | 14  | Rit | Rit | Rit |     |     |     |     |     |     |     |     | 10    |
| 26   | Patrick Sing      |     |     |     |     |     |     | 18  | 15  | 11  | C   |     |     |     |     | 10    |
| 27   | Jonas Karklys     |     |     |     |     |     |     |     |     | 12  | C   |     |     |     |     | 7     |
| 28   | Luís Cidade       | 16  | 13  |     |     |     |     |     |     |     |     |     |     |     |     | 5     |
| 29   | Rubén Fernández   |     |     |     |     | NP  | 16  | 14  | 17  |     |     | Rit | 17  | 19  | 15  | 4     |
| 30   | Gilles Colombani  |     |     | 20  | 14  |     |     |     |     |     |     |     |     |     |     | 3     |
| 31   | Samuel Sládečka   |     |     |     |     |     |     |     |     |     |     |     |     | 20  | 14  | 3     |
| 32   | Giacomo Ghermandi | 20  | 17  | 15  | 16  | 18  | Rit | 17  | Rit | Rit | C   | 15  | 16  | 21  | 17  | 2     |
| 33   | Matteo Poloni     |     |     |     |     |     |     |     |     |     |     | 17  | 15  |     |     | 1     |
| 34   | Gustavo Moura     | 18  | Rit |     |     |     |     |     |     |     |     |     |     |     |     | 0     |
| 35   | Václav Janík      |     |     |     |     |     |     |     |     |     |     | 20  | 19  |     |     | 0     |
| 36   | Paolo Rocca       |     |     |     |     |     |     |     |     |     |     | 19  | 21  |     |     | 0     |
| 37   | Levente Losonczy  |     |     |     |     |     |     |     |     |     |     | Rit | NP  |     |     | 0     |
| Pos. | Pilota            | POR | POR | LEC | LEC | SPA | SPA | NOR | NOR | NÜR | NÜR | MNZ | MNZ | CAT | CAT | Punti |

| Colore  | Risultato             |
| ------- | --------------------- |
| Oro     | Vincitore             |
| Argento | 2º posto              |
| Bronzo  | 3º posto              |
| Verde   | Finito a punti        |
| Blu     | Finito senza punti    |
| Viola   | Ritirato (Rit)        |
| Viola   | Non classificato (NC) |
| Rosso   | Non qualificato (NQ)  |
| Nero    | Squalificato (SQ)     |
| Bianco  | Non partito (NP)      |
| Bianco  | Non ha gareggiato     |
| Bianco  | Infortunato (INF)     |
| Bianco  | Escluso (ES)          |
| Bianco  | Gara cancellata (C)   |